# Venarsal
Venarsal è un comune francese soppresso del dipartimento della Corrèze nella regione dell'Aquitania-Limosino-Poitou-Charentes. Dal 1º gennaio 2016 si è fuso con il comune di Malemort-sur-Corrèze per formare il nuovo comune di Malemort di cui è comune delegato.

## Storia

### Simboli
Lo stemma è stato adottato con delibera del consiglio comunale del 7 gennaio 1984 riprendendo il blasone della famiglia Lestrade de la Cousse.

## Società

### Evoluzione demografica
Abitanti censiti